# Кент (Казахстан)
Кент (каз. Кент) — село у складі Каркаралінського району Карагандинської області Казахстану. Входить до складу Киргизького сільського округу.
Населення — 77 осіб (2021; 137 у 2009, 188 у 1999, 144 у 1989).
Національний склад станом на 1989 рік:
- казахи — 100 %.

У радянські часи село називалось також Комсомол.